# Премія «Золота дзиґа» найкращій акторці у головній ролі
Премія «Золота дзиґа» найкращій акторці — одна з кінематографічних нагород, яку надає Українська кіноакадемія в рамках Національної кінопремії «Золота дзиґа». Її присуджують найкращій акторці — виконавицю головної ролі у фільмі українського виробництва, починаючи з церемонії Першої національної кінопремії 2017 року.
Першою переможницею у цій номінації стала Римма Зюбіна за виконання головної ролі у фільмі «Гніздо горлиці» (реж. Тарас Ткаченко). Премію на церемонії Першої національної кінопремії, що відбулася 20 квітня 2017 року вручив переможцю член Правління Української Кіноакадемії, режисер, сценарист, продюсер Роман Балаян.

## Переможці та номінанти
Нижче наведено список лауреатів, які отримали цю премію, а також номінанти. ★ Імена переможців виділені окремим кольором

## 2010-ті
| Церемонії   | Фото лауреатки       | Акторка                  | Фільм            | Роль        |
| ----------- | -------------------- | ------------------------ | ---------------- | ----------- |
| 1-ша (2017) |                      | ★ Римма Зюбіна           | «Гніздо горлиці» | Дарина      |
| 1-ша (2017) | • Катерина Молчанова | «Моя бабуся Фані Каплан» | Фані Каплан      |             |
| 1-ша (2017) | • Марія Свіжінська   | «Кров'янка»              | Манька           |             |
| 2-га (2018) |                      | ★ Дарія Плахтій          | «Стрімголов»     | Катя        |
| 2-га (2018) | • Олена Узлюк        | «Припутні»               | Людка            |             |
| 2-га (2018) | • Лілія Яценко       | «Чужа молитва»           | Саїде Аріфова    |             |
| 3-тя (2019) |                      | ★ Ірма Вітовська         | «Брама»          | баба Пріся  |
| 3-тя (2019) | • Анастасія Пустовіт | «Коли падають дерева»    | Лариса           |             |
| 3-тя (2019) | • Руслана Хазіпова   | «Дике поле»              | Оля              |             |
| 4-та (2020) |                      | ★ Ірма Вітовська         | «Мої думки тихі» | Галина Ротт |
| 4-та (2020) | • Христина Дейлик    | «Вулкан»                 | Марушка          |             |
| 4-та (2020) | • Лущик Варвара      | «Гуцулка Ксеня»          | Ксеня            |             |

## 2020-ті
| Церемонії   | Фото лауреатки       | Акторка               | Фільм                  | Роль            |                 |
| ----------- | -------------------- | --------------------- | ---------------------- | --------------- | --------------- |
| 5-та (2021) |                      | ★ Марина Кошкіна      | «Забуті»               | Ніна            |                 |
| 5-та (2021) | • Марина Клімова     | «Погані дороги»       | Юлія                   |                 |                 |
| 5-та (2021) | • Іванна Сахно       | «Пік страху»          | Мія                    |                 |                 |
| 5-та (2021) | • Оксана Черкашина   | «Погані дороги»       | Тетяна, медичка        |                 |                 |
| 2022        | Не присуджували      | Не присуджували       | Не присуджували        | Не присуджували | Не присуджували |
| 6-та (2023) |                      | ★ Марина Кошкіна      | «Із зав'язаними очима» | Юлія            |                 |
| 6-та (2023) | • Катерина Молчанова | «Ми є. Ми поруч»      | Маріанна (Марія-Анна)  |                 |                 |
| 6-та (2023) | • Марія Федорченко   | «Стоп-Земля»          | Маша                   |                 |                 |
| 7-ма (2023) |                      | ★ Оксана Черкашина    | «Клондайк»             | Іра             |                 |
| 7-ма (2023) | • Рита Бурковська    | «Бачення метелика»    | Лілія                  |                 |                 |
| 7-ма (2023) | • Софія Кирилова     | «Памфір»              | Олена                  |                 |                 |
| 8-ма (2024) |                      | ★ Анастасія Карпенко  | «Як там Катя?»         | Анна            |                 |
| 8-ма (2024) | • Олена Узлюк        | «Уроки толерантності» | Надя                   |                 |                 |
| 8-ма (2024) | • Ксенія Хижняк      | «Я, Ніна»             | Ніна Сокіл             |                 |                 |

## Рекорди
- Найбільша кількість перемог (2) — Ірма Вітовська (2019, 2020) та Марина Кошкіна (2021, 2023)
- Найбільша кількість номінацій: 
  - Ірма Вітовська (2) (2019, 2020)
  - Катерина Молчанова (2) (2017, 2023)
  - Марина Кошкіна (2) (2021, 2023)
  - Оксана Черкашина (2) (2021, 2023)
  - Олена Узлюк (2) (2018, 2024)